# Svenstrup (gmina Slagelse)
Svenstrup – miasto w Danii, w regionie Zelandia, w gminie Slagelse.